# Ederlezi (chanson)
Pour les articles homonymes, voir Ederlezi.
Ederlezi est une chanson présentée par la plupart de ses interprètes comme une chanson folklorique traditionnelle des Roms des Balkans. Elle fait référence au jour de la fête de la Saint-Georges (Ederlezi). Toutefois, elle n'apparaît pour la première fois qu'en 1988 sur la bande originale du film Le Temps des Gitans, attribuée à Goran Bregović qui affirme avoir composé la musique à partir de deux couplets de chansons traditionnelles albanaises. Il semble que la chanson soit une œuvre plus collaborative et s'inspire également de chansons antérieures. Les textes de cette chanson varient selon les différentes langues.
Des versions en serbe ou bosnien ont fleuri à la suite de la remise à jour par Bregović dont certaines totalisent plus de 5 millions de vues sur YouTube sous le nom de "Djurdjevdan" (Bijelo Dugme, groupe dont fit partie Bregović). Le texte en est différent, parlant d'une bien-aimée absente, avec toujours la référence à la Saint-Georges.
La large répartition géographique de la fête du 6 mai (jusqu'en Turquie, cf. l'article homonyme, où elle est aussi jouée par les Tziganes d'Istanbul) et de ce chant laissent penser à une origine plus ancienne.

## Les paroles et leurs significations
| Romani | Français |
| --- | --- |
| Sa me amala (h)oro k(h)elena Oro k(h)elena, oro k(h)elena, dǐve kerena Ao (av) tano daje, amaro dǐve Amaro dive, Ederlezi Sa me amala oro k(h)elena Oro kelena, dive kerena Eeee...j, Sa o Rroma babo babo Sa o Rroma o daje Sa o Rroma babo babo Eeee Ederlezi, Ederlezi Sa o Rroma daje (×2) Sa o Roma babo, e bakren ćhinen A(j) me ćhorro, dural beśava Ka anes babo, amenqe bakro Sa o Rroma, babo, e bakren ćhinen Eeee...j, Sa o Rroma babo babo Sa o Rroma o daje Sa o Rroma babo babo Eeee Ederlezi, Ederlezi Sa o Rroma daje (×2) | Tous mes amis vont danser l'oro. Ils vont danser l'oro, ils vont danser l'oro, ils fêtent le jour. Le jour est déjà venu, Maman, notre jour. Notre jour, Ederlezi. Tous mes amis vont danser l'oro. Ils vont danser l'oro, ils fêtent le jour. Eeee...j, Tous les Rroms, Papa, Papa. Tous les Rroms Maman, Tous les Rroms, Papa, Papa. Eeee Ederlezi, Ederlezi, Tous les Rroms, Maman. (×2) Tous les Rroms, Papa, sacrifient les moutons Mais moi, pauvre garçon, je dois rester au loin. Tu apporteras Papa, un mouton pour nous. Tous les Rroms, Papa, sacrifient les moutons. Eeee...j, Tous les Rroms, Papa, Papa. Tous les Rroms Maman, Tous les Rroms, Papa, Papa. Eeee Ederlezi, Ederlezi, Tous les Rroms, Maman. (×2) |

## Les versions et interprétations
- 1988 : tournage du film Le Temps des Gitans. La bande originale du film sort en disque le 1er janvier 1990. Sur cette version en romani, Vaska Jankovska commence à chanter a cappella l'histoire d'un jeune homme obligé de rester à l'écart pendant l'Ederlezi. Des cuivres puis un chœur mixte viennent ensuite porter la voix pour le reste de la chanson, largement inspirée des chants et de la musique tziganes.
- 24 novembre 1988 : version en serbo-croate Đurđevdan Je A Ja Nisam S Onom Koju Volim (« C'est la Saint-Georges et je ne suis pas avec celle que j'aime ») interprétée par Bijelo dugme dont Goran Bregović était le guitariste sur l'album Ćiribiribela Ćiribiribela (en)(Diskoton, LP-8333). Dans cette version, un jeune homme pleure son amour perdu le jour de la Saint-Georges.
- 9 juin 1998 : version de Ysa Ferrer dans l'album Kamikaze chez Polydor.
- 30 décembre 1998 : version du groupe Klezmo-copter dans l'album Nunu !.
- 12 avril 1999 : version polonaise sous le titre Nie ma, nie ma ciebie (« Pas là, tu n'es pas là ») dans l'album de Goran Bregović avec la chanteuse Kayah. C'est une chanson d'hiver pour Noël. Disque de diamant : plus de 700 000 exemplaires vendus (Kayah i Bregović (en)).
- 2001 : version du groupe italien C S I Consorzio Suonatori Indipendenti (it) dans l'album Noi non ci saremo Vol. 1 (it) (« Nous ne serons pas là »).
- 1er janvier 2002 : version orchestrale proche de l'originale par le Boban Marković Orkestar dans l'album Live in Belgrad chez Piranha.
- 2 janvier 2003 : version orchestrale par Nigel Kennedy avec le groupe Kroke dans l'album East meets East.
- 6 septembre 2004 : version orchestrale par Sacha Puttnam dans l'album Remasterpiece.
- 6 novembre 2006 : version chantée par Norig dans l'album Gadji chez L'autre distribution.
- 2007 : version punk-opera par Emir Kusturica and The No Smoking Orchestra dans l'album Time of The Gypsies.
- 2008 : version du groupe Arther chantée par Camille Bosse, sur leur album du même nom
- 1er novembre 2008 : version du groupe polonais Dikanda dans l'album Usztijo.
- 9 mars 2009 : version orchestrale en jazz contemporain par le groupe BoZilo dans l'album BoZilo Live.
- 1er janvier 2010 : version chantée par Mónika Juhász Miczura (en) dans l'album Mitsoura Dura Dura Dura.
- 2010 : version orchestrale par le Jascha Lieberman Trio dans l'album The Bats Gallery.
- 11 juin 2010 : version chantée par Yiannis Kotsiras dans l'album Live 2010.
- 26 novembre 2012 : version chantée par Catherine Lara dans l'album Au cœur de l'âme yiddish.
- 20 mai 2014 : version chantée par le Barcelona Gipsy Klezmer Orchestra (en) dans l'album Inbarca.
- 16 juillet 2014 : version orchestrale par The Moors dans l'album Meltdown.

Cette chanson a fait l'objet de nombreuses autres reprises dont celles d'Amina[réf. nécessaire], Emel Mathlouthi[réf. nécessaire], etc.
Le succès de cette chanson aussi bien parmi les communautés Roms des Balkans que dans d'autres pays fut à l'époque[Laquelle ?] une surprise[réf. nécessaire].